# Tour dels Alps 2017
El Tour dels Alps 2017 va ser la 41a edició del Giro del Trentino. La cursa es disputà entre el 17 i el 21 d'abril de 2017, amb un recorregut de 831,6 km, repartits entre cinc etapes per carreteres d'Àustria i Itàlia. La cursa forma part de l'UCI Europa Tour 2017 amb una categoria 2.HC.
El vencedor de la classificació general fou el gal·lès Geraint Thomas (Team Sky), que s'imposà per tan sols set segons al francès Thibaut Pinot (FDJ) i per vint a l'italià Domenico Pozzovivo (AG2R La Mondiale). Alexander Foliforov (Gazprom-RusVelo) guanyà la classificació de la muntanya. El colombià Egan Arley Bernal (Androni Giocattoli-Sidermec) guanyà la dels joves i Pascal Ackermann (Bora-Hansgrohe) la dels esprints. El BMC Racing Team fou el millor equip.

## Equips
18 equips van prendre la sortida en aquesta edició:
| WorldTeams (7)- AG2R La Mondiale - Astana - BMC Racing Team - Bora-Hansgrohe - Cannondale-Drapac - FDJ - Sky Equips continentals professionals (7)- Androni Giocattoli - Aqua Blue Sport - Bardiani CSF - Caja Rural-Seguros RGA - Gazprom-RusVelo - Nippo-Vini Fantini - Wilier Triestina-Selle Italia Equips continentals (3)- Bike Aid - Sangemini-MG.Kvis - Tirol Equip nacional- Itàlia |
| |

## Etapes
| Etapa    | Data      | Ciutats d'etapa            | type                    | Distància (km) | Vencedor de l'etapa | Líder de la general |
| -------- | --------- | -------------------------- | ----------------------- | -------------- | ------------------- | ------------------- |
| 1a etapa | 17 de abr | Kufstein – Hungerburg      | etapa accidentada       | 145,1          | Michele Scarponi    | Michele Scarponi    |
| 2a etapa | 18 de abr | Sterzing – Innervillgraten | etapa de mitja muntanya | 140,5          | Rohan Dennis        | Thibaut Pinot       |
| 3a etapa | 19 de abr | Niederdorf – Villnöß       | etapa de muntanya       | 137,5          | Geraint Thomas      | Geraint Thomas      |
| 4a etapa | 20 de abr | Bozen – Cles               | etapa de mitja muntanya | 172,1          | Matteo Montaguti    | Geraint Thomas      |
| 5a etapa | 21 de abr | Smarano – Trento           | etapa de muntanya       | 192,5          | Thibaut Pinot       | Geraint Thomas      |

### Etapa 1
| \| Classificació de l'etapa \| Classificació de l'etapa \| Classificació de l'etapa \| Classificació de l'etapa \| Classificació de l'etapa \| \| Corredor \| Corredor \| Equip \| Temps \| \| \| ------------------------ \| ------------------------ \| --------------------------- \| ------------------------ \| ------------------------ \| \| 1r \| Michele Scarponi \| Astana \| 3h 32' 15" \| \| \| 2n \| Geraint Thomas \| Team Sky \| + 0" \| \| \| 3r \| Thibaut Pinot \| FDJ \| + 0" \| \| \| 4t \| Davide Formolo \| Cannondale-Drapac \| + 0" \| \| \| 5è \| Domenico Pozzovivo \| AG2R La Mondiale \| + 0" \| \| \| 6è \| Dario Cataldo \| Astana \| + 0" \| \| \| 7è \| Mattia Cattaneo \| Androni-Sidermec-Bottecchia \| + 4" \| \| \| 8è \| Hugh Carthy \| Cannondale-Drapac \| + 8" \| \| \| 9è \| Rohan Dennis \| BMC Racing Team \| + 11" \| \| \| 10è \| Damiano Caruso \| BMC Racing Team \| + 11" \| \| |                    |                             |            |
| |                    |                             |            |
| Font: ProCyclingStats |                    |                             |            |
| Classificació de l'etapa |                    |                             |            |
| Corredor | Corredor           | Equip                       | Temps      |
| 1r | Michele Scarponi   | Astana                      | 3h 32' 15" |
| 2n | Geraint Thomas     | Team Sky                    | + 0"       |
| 3r | Thibaut Pinot      | FDJ                         | + 0"       |
| 4t | Davide Formolo     | Cannondale-Drapac           | + 0"       |
| 5è | Domenico Pozzovivo | AG2R La Mondiale            | + 0"       |
| 6è | Dario Cataldo      | Astana                      | + 0"       |
| 7è | Mattia Cattaneo    | Androni-Sidermec-Bottecchia | + 4"       |
| 8è | Hugh Carthy        | Cannondale-Drapac           | + 8"       |
| 9è | Rohan Dennis       | BMC Racing Team             | + 11"      |
| 10è | Damiano Caruso     | BMC Racing Team             | + 11"      |

| \| Classificació general \| Classificació general \| Classificació general \| Classificació general \| Classificació general \| \| Corredor \| Corredor \| Equip \| Temps \| \| \| --------------------- \| --------------------- \| --------------------------- \| --------------------- \| --------------------- \| \| 1r \| Michele Scarponi \| Astana \| 3h 32' 05" \| \| \| 2n \| Geraint Thomas \| Team Sky \| + 4" \| \| \| 3r \| Thibaut Pinot \| FDJ \| + 6" \| \| \| 4t \| Davide Formolo \| Cannondale-Drapac \| + 10" \| \| \| 5è \| Domenico Pozzovivo \| AG2R La Mondiale \| + 10" \| \| \| 6è \| Dario Cataldo \| Astana \| + 10" \| \| \| 7è \| Mattia Cattaneo \| Androni-Sidermec-Bottecchia \| + 14" \| \| \| 8è \| Hugh Carthy \| Cannondale-Drapac \| + 18" \| \| \| 9è \| Rohan Dennis \| BMC Racing Team \| + 21" \| \| \| 10è \| Damiano Caruso \| BMC Racing Team \| + 21" \| \| |                    |                             |            |
| |                    |                             |            |
| Font: ProCyclingStats |                    |                             |            |
| Classificació general |                    |                             |            |
| Corredor | Corredor           | Equip                       | Temps      |
| 1r | Michele Scarponi   | Astana                      | 3h 32' 05" |
| 2n | Geraint Thomas     | Team Sky                    | + 4"       |
| 3r | Thibaut Pinot      | FDJ                         | + 6"       |
| 4t | Davide Formolo     | Cannondale-Drapac           | + 10"      |
| 5è | Domenico Pozzovivo | AG2R La Mondiale            | + 10"      |
| 6è | Dario Cataldo      | Astana                      | + 10"      |
| 7è | Mattia Cattaneo    | Androni-Sidermec-Bottecchia | + 14"      |
| 8è | Hugh Carthy        | Cannondale-Drapac           | + 18"      |
| 9è | Rohan Dennis       | BMC Racing Team             | + 21"      |
| 10è | Damiano Caruso     | BMC Racing Team             | + 21"      |

### Etapa 2
La neu obligà a reduir el recorregut inicialment previst.
| \| Classificació de l'etapa \| Classificació de l'etapa \| Classificació de l'etapa \| Classificació de l'etapa \| Classificació de l'etapa \| \| Corredor \| Corredor \| Equip \| Temps \| \| \| ------------------------ \| ------------------------ \| ----------------------------- \| ------------------------ \| ------------------------ \| \| 1r \| Rohan Dennis \| BMC Racing Team \| 3h 20' 13" \| \| \| 2n \| Thibaut Pinot \| FDJ \| + 0" \| \| \| 3r \| Davide Ballerini \| Androni-Sidermec-Bottecchia \| + 0" \| \| \| 4t \| Nick Schultz \| Caja Rural-Seguros RGA \| + 0" \| \| \| 5è \| Geraint Thomas \| Team Sky \| + 0" \| \| \| 6è \| Eduard Prades i Reverter \| Caja Rural-Seguros RGA \| + 0" \| \| \| 7è \| Luis León Sánchez Gil \| Astana \| + 0" \| \| \| 8è \| Mattia Cattaneo \| Androni-Sidermec-Bottecchia \| + 0" \| \| \| 9è \| Kenny Elissonde \| Team Sky \| + 0" \| \| \| 10è \| Matteo Busato \| Wilier Triestina-Selle Italia \| + 0" \| \| |                          |                               |            |
| |                          |                               |            |
| Font: ProCyclingStats |                          |                               |            |
| Classificació de l'etapa |                          |                               |            |
| Corredor | Corredor                 | Equip                         | Temps      |
| 1r | Rohan Dennis             | BMC Racing Team               | 3h 20' 13" |
| 2n | Thibaut Pinot            | FDJ                           | + 0"       |
| 3r | Davide Ballerini         | Androni-Sidermec-Bottecchia   | + 0"       |
| 4t | Nick Schultz             | Caja Rural-Seguros RGA        | + 0"       |
| 5è | Geraint Thomas           | Team Sky                      | + 0"       |
| 6è | Eduard Prades i Reverter | Caja Rural-Seguros RGA        | + 0"       |
| 7è | Luis León Sánchez Gil    | Astana                        | + 0"       |
| 8è | Mattia Cattaneo          | Androni-Sidermec-Bottecchia   | + 0"       |
| 9è | Kenny Elissonde          | Team Sky                      | + 0"       |
| 10è | Matteo Busato            | Wilier Triestina-Selle Italia | + 0"       |

| \| Classificació general \| Classificació general \| Classificació general \| Classificació general \| Classificació general \| \| Corredor \| Corredor \| Equip \| Temps \| \| \| --------------------- \| --------------------- \| --------------------------- \| --------------------- \| --------------------- \| \| 1r \| Thibaut Pinot \| FDJ \| 6h 52' 18" \| \| \| 2n \| Michele Scarponi \| Astana \| + 0" \| \| \| 3r \| Geraint Thomas \| Team Sky \| + 4" \| \| \| 4t \| Dario Cataldo \| Astana \| + 10" \| \| \| 5è \| Domenico Pozzovivo \| AG2R La Mondiale \| + 10" \| \| \| 6è \| Davide Formolo \| Cannondale-Drapac \| + 10" \| \| \| 7è \| Rohan Dennis \| BMC Racing Team \| + 11" \| \| \| 8è \| Mattia Cattaneo \| Androni-Sidermec-Bottecchia \| + 14" \| \| \| 9è \| Hugh Carthy \| Cannondale-Drapac \| + 18" \| \| \| 10è \| Damiano Caruso \| BMC Racing Team \| + 21" \| \| |                    |                             |            |
| |                    |                             |            |
| Font: ProCyclingStats |                    |                             |            |
| Classificació general |                    |                             |            |
| Corredor | Corredor           | Equip                       | Temps      |
| 1r | Thibaut Pinot      | FDJ                         | 6h 52' 18" |
| 2n | Michele Scarponi   | Astana                      | + 0"       |
| 3r | Geraint Thomas     | Team Sky                    | + 4"       |
| 4t | Dario Cataldo      | Astana                      | + 10"      |
| 5è | Domenico Pozzovivo | AG2R La Mondiale            | + 10"      |
| 6è | Davide Formolo     | Cannondale-Drapac           | + 10"      |
| 7è | Rohan Dennis       | BMC Racing Team             | + 11"      |
| 8è | Mattia Cattaneo    | Androni-Sidermec-Bottecchia | + 14"      |
| 9è | Hugh Carthy        | Cannondale-Drapac           | + 18"      |
| 10è | Damiano Caruso     | BMC Racing Team             | + 21"      |

### Etapa 3
| \| Classificació de l'etapa \| Classificació de l'etapa \| Classificació de l'etapa \| Classificació de l'etapa \| Classificació de l'etapa \| \| Corredor \| Corredor \| Equip \| Temps \| \| \| ------------------------ \| ------------------------ \| ------------------------ \| ------------------------ \| ------------------------ \| \| 1r \| Geraint Thomas \| Team Sky \| 3h 47' 50" \| \| \| 2n \| Mikel Landa Meana \| Team Sky \| + 0" \| \| \| 3r \| Domenico Pozzovivo \| AG2R La Mondiale \| + 4" \| \| \| 4t \| Pierre Rolland \| Cannondale-Drapac \| + 13" \| \| \| 5è \| Thibaut Pinot \| FDJ \| + 13" \| \| \| 6è \| Emanuel Buchmann \| Bora-Hansgrohe \| + 15" \| \| \| 7è \| Danilo Celano \| Itàlia \| + 15" \| \| \| 8è \| Damiano Caruso \| BMC Racing Team \| + 15" \| \| \| 9è \| Davide Formolo \| Cannondale-Drapac \| + 15" \| \| \| 10è \| Hugh Carthy \| Cannondale-Drapac \| + 15" \| \| |                    |                   |            |
| |                    |                   |            |
| Font: ProCyclingStats |                    |                   |            |
| Classificació de l'etapa |                    |                   |            |
| Corredor | Corredor           | Equip             | Temps      |
| 1r | Geraint Thomas     | Team Sky          | 3h 47' 50" |
| 2n | Mikel Landa Meana  | Team Sky          | + 0"       |
| 3r | Domenico Pozzovivo | AG2R La Mondiale  | + 4"       |
| 4t | Pierre Rolland     | Cannondale-Drapac | + 13"      |
| 5è | Thibaut Pinot      | FDJ               | + 13"      |
| 6è | Emanuel Buchmann   | Bora-Hansgrohe    | + 15"      |
| 7è | Danilo Celano      | Itàlia            | + 15"      |
| 8è | Damiano Caruso     | BMC Racing Team   | + 15"      |
| 9è | Davide Formolo     | Cannondale-Drapac | + 15"      |
| 10è | Hugh Carthy        | Cannondale-Drapac | + 15"      |

| \| Classificació general \| Classificació general \| Classificació general \| Classificació general \| Classificació general \| \| Corredor \| Corredor \| Equip \| Temps \| \| \| --------------------- \| --------------------- \| --------------------- \| --------------------- \| --------------------- \| \| 1r \| Geraint Thomas \| Team Sky \| 10h 40' 02" \| \| \| 2n \| Domenico Pozzovivo \| AG2R La Mondiale \| + 16" \| \| \| 3r \| Thibaut Pinot \| FDJ \| + 19" \| \| \| 4t \| Michele Scarponi \| Astana \| + 21" \| \| \| 5è \| Davide Formolo \| Cannondale-Drapac \| + 31" \| \| \| 6è \| Mikel Landa Meana \| Team Sky \| + 36" \| \| \| 7è \| Hugh Carthy \| Cannondale-Drapac \| + 39" \| \| \| 8è \| Damiano Caruso \| BMC Racing Team \| + 42" \| \| \| 9è \| Pierre Rolland \| Cannondale-Drapac \| + 46" \| \| \| 10è \| Danilo Celano \| Itàlia \| + 48" \| \| |                    |                   |             |
| |                    |                   |             |
| Font: ProCyclingStats |                    |                   |             |
| Classificació general |                    |                   |             |
| Corredor | Corredor           | Equip             | Temps       |
| 1r | Geraint Thomas     | Team Sky          | 10h 40' 02" |
| 2n | Domenico Pozzovivo | AG2R La Mondiale  | + 16"       |
| 3r | Thibaut Pinot      | FDJ               | + 19"       |
| 4t | Michele Scarponi   | Astana            | + 21"       |
| 5è | Davide Formolo     | Cannondale-Drapac | + 31"       |
| 6è | Mikel Landa Meana  | Team Sky          | + 36"       |
| 7è | Hugh Carthy        | Cannondale-Drapac | + 39"       |
| 8è | Damiano Caruso     | BMC Racing Team   | + 42"       |
| 9è | Pierre Rolland     | Cannondale-Drapac | + 46"       |
| 10è | Danilo Celano      | Itàlia            | + 48"       |

### Etapa 4
| \| Classificació de l'etapa \| Classificació de l'etapa \| Classificació de l'etapa \| Classificació de l'etapa \| Classificació de l'etapa \| \| Corredor \| Corredor \| Equip \| Temps \| \| \| ------------------------ \| ------------------------ \| ----------------------------- \| ------------------------ \| ------------------------ \| \| 1r \| Matteo Montaguti \| AG2R La Mondiale \| 4h 56' 38" \| \| \| 2n \| Thibaut Pinot \| FDJ \| + 0" \| \| \| 3r \| Rohan Dennis \| BMC Racing Team \| + 0" \| \| \| 4t \| Luis León Sánchez Gil \| Astana \| + 0" \| \| \| 5è \| José Mendes \| Bora-Hansgrohe \| + 0" \| \| \| 6è \| Damiano Caruso \| BMC Racing Team \| + 0" \| \| \| 7è \| Lawrence Warbasse \| Aqua Blue Sport \| + 0" \| \| \| 8è \| Iuri Filosi \| Nippo-Vini Fantini \| + 0" \| \| \| 9è \| Matteo Busato \| Wilier Triestina-Selle Italia \| + 0" \| \| \| 10è \| Davide Villella \| Cannondale-Drapac \| + 0" \| \| |                       |                               |            |
| |                       |                               |            |
| Font: ProCyclingStats |                       |                               |            |
| Classificació de l'etapa |                       |                               |            |
| Corredor | Corredor              | Equip                         | Temps      |
| 1r | Matteo Montaguti      | AG2R La Mondiale              | 4h 56' 38" |
| 2n | Thibaut Pinot         | FDJ                           | + 0"       |
| 3r | Rohan Dennis          | BMC Racing Team               | + 0"       |
| 4t | Luis León Sánchez Gil | Astana                        | + 0"       |
| 5è | José Mendes           | Bora-Hansgrohe                | + 0"       |
| 6è | Damiano Caruso        | BMC Racing Team               | + 0"       |
| 7è | Lawrence Warbasse     | Aqua Blue Sport               | + 0"       |
| 8è | Iuri Filosi           | Nippo-Vini Fantini            | + 0"       |
| 9è | Matteo Busato         | Wilier Triestina-Selle Italia | + 0"       |
| 10è | Davide Villella       | Cannondale-Drapac             | + 0"       |

| \| Classificació general \| Classificació general \| Classificació general \| Classificació general \| Classificació general \| \| Corredor \| Corredor \| Equip \| Temps \| \| \| --------------------- \| --------------------- \| --------------------- \| --------------------- \| --------------------- \| \| 1r \| Geraint Thomas \| Team Sky \| 15h 36' 40" \| \| \| 2n \| Thibaut Pinot \| FDJ \| + 13" \| \| \| 3r \| Domenico Pozzovivo \| AG2R La Mondiale \| + 16" \| \| \| 4t \| Michele Scarponi \| Astana \| + 21" \| \| \| 5è \| Davide Formolo \| Cannondale-Drapac \| + 31" \| \| \| 6è \| Mikel Landa Meana \| Team Sky \| + 36" \| \| \| 7è \| Hugh Carthy \| Cannondale-Drapac \| + 39" \| \| \| 8è \| Damiano Caruso \| BMC Racing Team \| + 42" \| \| \| 9è \| Pierre Rolland \| Cannondale-Drapac \| + 46" \| \| \| 10è \| Emanuel Buchmann \| Bora-Hansgrohe \| + 48" \| \| |                    |                   |             |
| |                    |                   |             |
| Font: ProCyclingStats |                    |                   |             |
| Classificació general |                    |                   |             |
| Corredor | Corredor           | Equip             | Temps       |
| 1r | Geraint Thomas     | Team Sky          | 15h 36' 40" |
| 2n | Thibaut Pinot      | FDJ               | + 13"       |
| 3r | Domenico Pozzovivo | AG2R La Mondiale  | + 16"       |
| 4t | Michele Scarponi   | Astana            | + 21"       |
| 5è | Davide Formolo     | Cannondale-Drapac | + 31"       |
| 6è | Mikel Landa Meana  | Team Sky          | + 36"       |
| 7è | Hugh Carthy        | Cannondale-Drapac | + 39"       |
| 8è | Damiano Caruso     | BMC Racing Team   | + 42"       |
| 9è | Pierre Rolland     | Cannondale-Drapac | + 46"       |
| 10è | Emanuel Buchmann   | Bora-Hansgrohe    | + 48"       |

### Etapa 5
| \| Classificació de l'etapa \| Classificació de l'etapa \| Classificació de l'etapa \| Classificació de l'etapa \| Classificació de l'etapa \| \| Corredor \| Corredor \| Equip \| Temps \| \| \| ------------------------ \| ------------------------ \| --------------------------- \| ------------------------ \| ------------------------ \| \| 1r \| Thibaut Pinot \| FDJ \| 5h 13' 01" \| \| \| 2n \| Brent Bookwalter \| BMC Racing Team \| + 0" \| \| \| 3r \| Geraint Thomas \| Team Sky \| + 0" \| \| \| 4t \| Domenico Pozzovivo \| AG2R La Mondiale \| + 0" \| \| \| 5è \| Pierre Rolland \| Cannondale-Drapac \| + 2" \| \| \| 6è \| Michele Scarponi \| Astana \| + 2" \| \| \| 7è \| Egan Bernal Gómez \| Androni-Sidermec-Bottecchia \| + 2" \| \| \| 8è \| Danilo Celano \| Itàlia \| + 2" \| \| \| 9è \| Mikel Landa Meana \| Team Sky \| + 2" \| \| \| 10è \| Emanuel Buchmann \| Bora-Hansgrohe \| + 2" \| \| |                    |                             |            |
| |                    |                             |            |
| Font: ProCyclingStats |                    |                             |            |
| Classificació de l'etapa |                    |                             |            |
| Corredor | Corredor           | Equip                       | Temps      |
| 1r | Thibaut Pinot      | FDJ                         | 5h 13' 01" |
| 2n | Brent Bookwalter   | BMC Racing Team             | + 0"       |
| 3r | Geraint Thomas     | Team Sky                    | + 0"       |
| 4t | Domenico Pozzovivo | AG2R La Mondiale            | + 0"       |
| 5è | Pierre Rolland     | Cannondale-Drapac           | + 2"       |
| 6è | Michele Scarponi   | Astana                      | + 2"       |
| 7è | Egan Bernal Gómez  | Androni-Sidermec-Bottecchia | + 2"       |
| 8è | Danilo Celano      | Itàlia                      | + 2"       |
| 9è | Mikel Landa Meana  | Team Sky                    | + 2"       |
| 10è | Emanuel Buchmann   | Bora-Hansgrohe              | + 2"       |

## Classificació final
| \| Classificació general \| Classificació general \| Classificació general \| Classificació general \| Classificació general \| \| Corredor \| Corredor \| Equip \| Temps \| \| \| --------------------- \| ---------------------- \| --------------------------- \| --------------------- \| --------------------- \| \| 1r \| Geraint Thomas \| Team Sky \| 20h 49' 37" \| \| \| 2n \| Thibaut Pinot \| FDJ \| + 7" \| \| \| 3r \| Domenico Pozzovivo \| AG2R La Mondiale \| + 20" \| \| \| 4t \| Michele Scarponi \| Astana \| + 27" \| \| \| 5è \| Mikel Landa Meana \| Team Sky \| + 42" \| \| \| 6è \| Pierre Rolland \| Cannondale-Drapac \| + 52" \| \| \| 7è \| Emanuel Buchmann \| Bora-Hansgrohe \| + 54" \| \| \| 8è \| Danilo Celano \| Itàlia \| + 54" \| \| \| 9è \| Egan Bernal Gómez \| Androni-Sidermec-Bottecchia \| + 1' 02" \| \| \| 10è \| Rodolfo Torres Agudelo \| Androni-Sidermec-Bottecchia \| + 1' 16" \| \| |                        |                             |             |
| |                        |                             |             |
| Font: ProCyclingStats |                        |                             |             |
| Classificació general |                        |                             |             |
| Corredor | Corredor               | Equip                       | Temps       |
| 1r | Geraint Thomas         | Team Sky                    | 20h 49' 37" |
| 2n | Thibaut Pinot          | FDJ                         | + 7"        |
| 3r | Domenico Pozzovivo     | AG2R La Mondiale            | + 20"       |
| 4t | Michele Scarponi       | Astana                      | + 27"       |
| 5è | Mikel Landa Meana      | Team Sky                    | + 42"       |
| 6è | Pierre Rolland         | Cannondale-Drapac           | + 52"       |
| 7è | Emanuel Buchmann       | Bora-Hansgrohe              | + 54"       |
| 8è | Danilo Celano          | Itàlia                      | + 54"       |
| 9è | Egan Bernal Gómez      | Androni-Sidermec-Bottecchia | + 1' 02"    |
| 10è | Rodolfo Torres Agudelo | Androni-Sidermec-Bottecchia | + 1' 16"    |

## Evolució de les classificacions
| Etapa | Vencedor         | Classificació general | Classificació de la muntanya | Classificació dels joves | Classificació dels esprints | Classificació per equips           |
| ----- | ---------------- | --------------------- | ---------------------------- | ------------------------ | --------------------------- | ---------------------------------- |
| 1     | Michele Scarponi | Michele Scarponi      | Alexander Foliforov          | Hugh Carthy              | Pascal Ackermann            | Astana Qazaqstan Team              |
| 2     | Rohan Dennis     | Thibaut Pinot         | Alexander Foliforov          | Hugh Carthy              | Pascal Ackermann            | Astana Qazaqstan Team              |
| 3     | Geraint Thomas   | Geraint Thomas        | Alexander Foliforov          | Hugh Carthy              | Pascal Ackermann            | Cannondale-Drapac Pro Cycling Team |
| 4     | Matteo Montaguti | Geraint Thomas        | Alexander Foliforov          | Hugh Carthy              | Pascal Ackermann            | Cannondale-Drapac Pro Cycling Team |
| 5     | Thibaut Pinot    | Geraint Thomas        | Alexander Foliforov          | Egan Bernal              | Pascal Ackermann            | BMC Racing Team                    |
| Final | Final            | Geraint Thomas        | Alexander Foliforov          | Egan Bernal              | Pascal Ackermann            | BMC Racing Team                    |